# Delain (Alt Saona)
Delain és un municipi francès situat al departament de l'Alt Saona i a la regió de Borgonya - Franc Comtat. L'any 2007 tenia 189 habitants.

## Demografia

### Població
El 2007 la població de fet de Delain era de 189 persones. Hi havia 78 famílies, de les quals 24 eren unipersonals (12 homes vivint sols i 12 dones vivint soles), 21 parelles sense fills, 29 parelles amb fills i 4 famílies monoparentals amb fills.
La població ha evolucionat segons el següent gràfic:
Habitants censats

### Habitatges
El 2007 hi havia 106 habitatges, 80 eren l'habitatge principal de la família, 10 eren segones residències i 16 estaven desocupats. 100 eren cases i 6 eren apartaments. Dels 80 habitatges principals, 68 estaven ocupats pels seus propietaris i 12 estaven llogats i ocupats pels llogaters; 1 tenia una cambra, 2 en tenien dues, 10 en tenien tres, 24 en tenien quatre i 43 en tenien cinc o més. 60 habitatges disposaven pel capbaix d'una plaça de pàrquing. A 24 habitatges hi havia un automòbil i a 43 n'hi havia dos o més.

### Piràmide de població
La piràmide de població per edats i sexe el 2009 era:
| Homes | Edats   | Dones |
| ----- | ------- | ----- |
| 0     | 95 o +  | 0     |
| 0     | 90 a 94 | 0     |
| 0     | 85 a 89 | 0     |
| 8     | 80 a 84 | 4     |
| 0     | 75 a 79 | 4     |
| 4     | 70 a 74 | 16    |
| 4     | 65 a 69 | 12    |
| 12    | 60 a 64 | 4     |
| 4     | 55 a 59 | 4     |
| 4     | 50 a 54 | 0     |
| 16    | 45 a 49 | 8     |
| 8     | 40 a 44 | 4     |
| 4     | 35 a 39 | 12    |
| 12    | 30 a 34 | 4     |
| 4     | 25 a 29 | 8     |
| 0     | 20 a 24 | 4     |
| 0     | 15 a 19 | 4     |
| 12    | 10 a 14 | 12    |
| 0     | 5 a 9   | 8     |
| 4     | 0 a 4   | 12    |

## Economia
El 2007 la població en edat de treballar era de 108 persones, 74 eren actives i 34 eren inactives. De les 74 persones actives 69 estaven ocupades (38 homes i 31 dones) i 5 estaven aturades (3 homes i 2 dones). De les 34 persones inactives 11 estaven jubilades, 12 estaven estudiant i 11 estaven classificades com a «altres inactius».

### Ingressos
El 2009 a Delain hi havia 92 unitats fiscals que integraven 226 persones, la mediana anual d'ingressos fiscals per persona era de 16.206 €.

### Activitats econòmiques
Dels 8 establiments que hi havia el 2007, 6 eren d'empreses de construcció i 2 d'empreses de serveis.
Dels 3 establiments de servei als particulars que hi havia el 2009, 1 era un guixaire pintor i 2 fusteries.
L'any 2000 a Delain hi havia 9 explotacions agrícoles que ocupaven un total de 660 hectàrees.

## Poblacions més properes
El següent diagrama mostra les poblacions més properes.